# Richard Rosen
Pour les articles homonymes, voir Rosen.
Richard Rosen, né le 18 février 1949 à Chicago, dans l'État de l'Illinois, aux États-Unis, est un écrivain américain, auteur de roman policier. 

## Biographie
Il fait des études supérieures à l'université Brown pendant l'année scolaire 1967-1968, puis entre à l'université Harvard, où il obtient un baccalauréat universitaire en 1972. Après une courte expérience dans l'enseignement, il travaille comme rédacteur et chroniqueur au magazine Boston de 1977 à 1978, puis comme scripteur pour la télévision américaine, notamment pour la série humoristique Saturday Night Live en 1985 et 1986. En 1990, il participe à l'écriture d'un épisode du sitcom Not Necessarily the News de la chaîne de télévision HBO. Il a également fait paraître divers ouvrages humoristiques.
En 1984, il publie son premier roman Strike Three, You're Dead pour lequel il est lauréat du prix Edgar-Allan-Poe 1985 du meilleur premier roman. C'est le premier volume d'une série ayant pour héros Harvey Blissberg, un ancien joueur de baseball devenu détective privé à Boston.

## Œuvre

### Romans

#### SérieHarvey Blissberg
- Strike Three, You're Dead (1984) (signé R. D. Rosen)
- Fadeaway (1986)
- Saturday Night Dead (1988)
- World of Hurt (1994)
- Dead Ball (2001)

### Ouvrages humoristiques
- Bad Cat (2004)
- Bad Dog (2005) Publié en français sous le titre Chienne de vie, Paris, Éditions de La Martinière, coll. « Clin d’œil », 2007  (ISBN 978-2-7324-3576-3)
- Bad Baby (2006)
- Bad President (2006)
- Throw the Damn Ball (2013)

### Autres ouvrages
- Me en My Friends, We No Longer Profess Any Graces (1971)
- Psychobabble (1978)
- A Buffalo in the House: The True Story About a Man, an Animal, and the American West (2007)
- Such Good Girls: The Journey of the Holocaust s Hidden Child Survivors (2015)

## Prix et distinctions

### Prix
- Prix Edgar-Allan-Poe 1985 du meilleur premier roman pour Strike Three, You're Dead[1]